# Abzû (jogo eletrônico)
Abzû é um jogo eletrônico de aventura desenvolvido pela Giant Squid Studios e publicado pela 505 Games. Ele foi lançado digital para Microsoft Windows e PlayStation 4 em agosto de 2016, para Xbox One em dezembro e para Nintendo Switch em novembro de 2018, com uma versão física para consoles estreando em janeiro de 2017. O jogo segue a jornada de uma Mergulhadora explorando o oceano e restaurando a vida marinha por meio de fontes mágicas, com a jogabilidade permitindo que o jogador navegue livremente em ambientes subaquáticos que vão desde águas abertas até cavernas naturais e ruínas antigas.
O desenvolvimento durou três anos e envolveu uma equipe de treze pessoas. Vários membros como o diretor Matt Nava e o compositor Austin Wintory tinham anteriormente trabalhado no jogo eletrônico Journey de 2012 – o cenário marinho de Abzû foi tanto uma reação oposta ao deserto de Journey quanto inspirado pela paixão de Nava por mergulho. Os ambientes e a história tiveram influência da mitologia suméria e do mito do oceano cósmico. O título teve um bom desempenho comercial e foi elogiado pela crítica, com muitos elogios sendo direcionados para seu estilo artístico, com alguns comparando-o a Journey.

## Jogabilidade

A Mergulhadora explorando um recife.

Em Abzû, o jogador assume o controle de uma Mergulhadora em meio a um vasto oceano; ela começa a explorar ambientes submersos cheios de plantas e vida animal logo depois de acordar flutuando na superfície da água, podendo também encontrar tecnologias antigas e ruínas marinhas. A Mergulhadora é capaz de explorar alguns ambientes terrestres fora d'água em certas áreas especificas. A personagem desbloqueia novas áreas a medida que o jogo progride e persegue segredos por trás de forças que estão prejudicando a vida e o ambiente local. O curso da Mergulhadora segue um caminho linear através de diversas áreas interconectadas cheias de vida marinha. O jogador movimenta a personagem através dos cenários usando o controle analógico, podendo interagir com o ambiente a fim de resolver quebra-cabeças e sentar em cima de pedestais dentro de cada área que lhe permitem observar os peixes ao redor. A Mergulhadora pode acelerar seu nado e interagir com a vida marinha por meio de sinos de sonar. A personagem também pode agarrar-se a animais marinhos maiores e nadar com eles. Cada área possui colecionáveis escondidos para serem encontrados.

## Enredo
A narrativa de Abzû é contada sem palavras através da jogabilidade e cutscenes, se passando em um vasto oceano. A protagonista, chamada de Mergulhadora, acorda flutuando no oceano e começa a explorar as áreas ao seu redor: ruínas e murais de uma antiga civilização que possuía uma conexão simbiótica com o oceano. Ela acaba encontrando um grande tubarão-branco, que a guia até fontes que restauram a vida das áreas próximas quando ativadas usando sua energia interna. Essa energia é recolhida de dispositivos com formato de pirâmide, cujo desenvolvimento rompeu o equilíbrio do oceano e levou à queda da civilização. A Mergulhadora consegue alcançar a pirâmide original, que é atacada pelo tubarão-branco. As medidas de defesa da pirâmide aparentemente matam o tubarão-branco e ferem a Mergulhadora, revelando que ela é mecânica e que sua existência está conectada com a pirâmide. Ela desativa a última fonte e o tubarão-branco reaparece, levando-a de volta à pirâmide. A Mergulhadora a destrói, fazendo com que a vida retorne ao oceano. O tubarão-branco e a Mergulhadora nadam juntos pelo oceano revitalizado durante os créditos finais.

## Desenvolvimento
As origens de Abzû jazem durante o desenvolvimento de Journey, jogo eletrônico produzido pela Thatgamecompany e lançado em 2012. Matt Nava, diretor e diretor de arte de Abzû, anteriormente trabalhou como diretor de arte de Journey durante seus três anos de desenvolvimento. Tento trabalhado em um título ambientado em um deserto, Nava queria mudar para um cenário mais vibrante e povoado para seu projeto seguinte. Ele começou a criar a ideia de Abzû antes de sair da Thatgamecompany e fundar a Giant Squid Studios. Um dos principais elementos incorporados por Nava foi sua paixão por culturas antigas e suas obras de arte, particularmente os mitos relacionados com o conceito de abzu. Outro elemento importante em Abzû foi o amor do diretor pelo oceano, que ele explorava através de seu passatempo do mergulho. A equipe da Giant Squid cresceu para treze desenvolvedores, principalmente programadores especializados em vários aspectos do projeto de jogos eletrônicos, além de artistas gráficos e técnicos que ajudaram a criar e animar os modelos de personagens e fauna. O jogo foi anunciado pela primeira vez na Electronic Entertainment Expo (E3) de 2014. Ele mais adiante recebeu uma prévia durante a E3 de 2016. Abzû foi lançado digitalmente em 2 de agosto de 2016 para PlayStation 4 por meio da PlayStation Network e para Microsoft Windows através da Steam, e depois em 6 de dezembro para Xbox One na Xbox Live. Um lançamento físico para PlayStation 4 e Xbox One ocorreu em 31 de janeiro de 2017. Uma conversão digital para Nintendo Switch estrou na Nintendo eShop em 29 de novembro de 2018. Todas as versões foram publicadas pela 505 Games.

### Projeto
O título do jogo vem da mitologia suméria, particularmente o mito da deusa do oceano Tiamat e o deus de água doce Abzu unindo-se a fim de formar a vida; o motivo da escolha foi que mitos da vida terrestre e suas supostas origens em um oceano cósmico são um tema recorrente em várias mitologias pelo mundo. O título é formado pelas palavras sumerianas "ab" (água) e "zu" (conhecer), que foram traduzidas pelos desenvolvedores como "Oceano de Sabedoria". A palavra criou dificuldades no começo do desenvolvimento, já que a grafia suméria "Abzu" diferia da acadiana "Apsû". A equipe fundiu as duas como uma forma de meio-termo. O acento circunflexo na letra "u" causou mais problemas pois poucas pessoas na equipe sabiam como digitá-lo e os programas de computador tinham problemas em lidá-lo como parte do código. A utilização da palavra encaixava-se no foco do jogo sobre o oceano devido suas conexões mitológicas. As influências do Oriente Médio também influenciaram a arquitetura de Abzû, incorporando o desejo de Nava de que as estruturas tivessem um significado além de serem simplesmente parte do cenário ou ferramentas para a progressão do jogador.
Um dos objetivos estabelecidos bem cedo no processo foi não simular um mergulho real, mas sim tentar capturar o sentimento de devaneio presente na exploração oceânica. Nava experimentou outros jogos de simulação de oceano em sua pesquisa e achou que não eram "divertidos". A equipe procurou aumentar a sensação de relaxamento ao remover limites de tempo ou medidor de oxigênio. Uma das maiores questões foi dar ao jogador liberdade completa para nadar, incluindo realizar um loop completo – este efeito era evitado por dificuldades com a câmera, porém a Giant Squid conseguiu resolver esse problema e permitir uma amplitude maior de movimentos. A mecânica da meditação foi adicionada mais para o final do desenvolvimento entre 2015 e 2016 como um meio de dar aos jogadores uma visão melhor do ambiente e da vida marinha ao redor. Nava ainda era o único membro da equipe quando chegou a hora de escolher o motor de jogo, precisando de uma plataforma de ferramentas e tecnologia fácil de usar a fim de criar sua visão. A Unreal Engine 4 ainda era nova na época, porém foi escolhida depois de outros softwares terem sido vetados. A equipe foi capaz de utilizar as ferramentas avançadas da Unreal Engine 4 e também expandir sua funcionalidade para incorporar elementos únicos como o comportamento dos cardumes, animação das vegetações e iluminação submarina. O uso da Unreal Engine 4 permitiu que o engenheiro Derek Cornish construísse sistemas únicos para os efeitos de iluminação aquáticos.
O estilo artístico tinha a intenção de representar um mundo marinho vibrante, porém a equipe também precisava impedir que a atividade na tela sobrecarregasse o jogador, assim um visual estilizado foi escolhido para manter o estilo artístico e reduzir a quantidade de "ruído visual" em potencial. Um dos grandes desafios para a equipe foi a edição ambiental, com boa parte do processo inicial de desenvolvimento sendo dedicada à criação de ferramentas de edição que poderiam realizar edições de pequena escala no ambiente depois deles já estarem fechados. Nava inspirou-se em sua experiência na produção de Flower da Thatgamecompany na hora de desenvolver os ambientes, criando esporadicamente pontos de interação que são acionados pela exploração do jogador e liberam novas formas de vida ou novos elementos dentro desse ambiente. A equipe não possuía um animador especializado, assim várias técnicas diferentes foram empregadas na animação da Mergulhadora, dos peixes e das vegetações: a Mergulhadora usou uma animação de esqueleto através de um maquinário complexo, a vegetação usou física de cordas, enquanto os peixes foram animados principalmente com movimentos matemáticos em combinação com poses metamorfósicas a fim de remover a necessidade de estruturas de esqueletos individuais.
Os tipos de peixes vistos em Abzû foram todos baseados em animais reais, com cada espécie sendo destilada até seus traços mais distintos para que "dezenas de milhares" pudessem ser colocadas no jogo. Seus estilos de nado foram modelados diretamente sobre os comportamento e física de movimentos de peixes reais. O enorme número de peixes apresentou problemas na hora de fazer o título funcionar, porém a equipe de programação desenvolveu um método para simplificar a animação de cada peixe sem comprometer os visuais, algo que "multiplicou por 10 o número de peixes possíveis em tela". Cada espécie teve sua própria inteligência artificial com níveis em cascata de percepção e interação com outras espécies e objetos no ambiente. A equipe começou fazendo com que os peixes não atravessassem paredes, em seguida eles expandiram ainda mais as interações e comportamentos. A tarefa mais desafiadora foi criar os efeitos dos enormes redemoinhos formados por cardumes de peixes, algo que só foi alcançado e finalizado perto do fim do desenvolvimento. A equipe tomou liberdades ao agrupar tipos de peixes vindos de diferentes partes do mundo e que não seriam capazes de interagir, porém acharam que isto encaixava-se com o tema geral de Abzû e os mitos que faz referência. Mesmo assim, os desenvolvedores emularam as zonas em que cada peixe seriam encontrados, seja em um recife de coral ou no oceano profundo onde a luz do Sol não chega. A enorme quantidade de trabalho e a dedicação da equipe em criar uma experiência realista e vibrante significou que eles estavam criando novos peixes até o desenvolvimento acabar.

### Música
A música de Abzû foi composta por Austin Wintory, que assim como Nava também tinha anteriormente trabalhado em Journey. Nava mostrou a Wintory artes conceituais do jogo antes mesmo da Giant Squid ter sido fundada e o desenvolvimento começado. O compositor foi convidado a participar assim que o estúdio foi estabelecido. A música foi composta desde o início com o objetivo de ser interativa e dinâmica em vez de baseada em faixas específicas. Wintory precisou jogar o jogo repetidas vezes para conseguir ter a sensação das experiências que os jogadores poderiam passar e assim que tipo de composição seria mais adequada para corresponder ao sentimento. Assim como em Journey, a primeira faixa criada foi o tema principal, neste caso "To Know, Water", com outras faixas sendo criadas e desenvolvidas a partir desse tema. Certas experiências de jogabilidade foram influenciadas pela música, com alguns momentos sendo projetados para durar mais a fim que todas as variações das faixas pudessem ser ouvidas.
A instrumentação começou com apenas uma harpa como base, com Wintory inicialmente querendo usar apenas esse instrumento para toda a trilha. O coral foi adicionado em seguida, com mais instrumentações sendo colocadas até uma orquestra inteira ser incorporada. Assim como seus trabalhos em Journey e Assassin's Creed Syndicate, o compositor usou uma solista junto com a orquestra; neste caso, o instrumento escolhido foi um oboé. Esses solos foram interpretados por Kristin Naigus, quem Wintory havia visto tocar no YouTube uma cover em oboé de uma das faixas da trilha de Journey. O compositor trabalhou próximo do desenhista de som Steve Green para criar uma história baseada apenas na música que flui junto e trabalha com a narrativa principal de Abzû. A orquestra é proeminente na parte inicial do jogo, porém diminui gradualmente até que apenas a harpa e o coral tornem-se dominantes, com Wintory comentando que "[Os dois elementos] parecem ser o destino inevitável da trilha".
A trilha sonora de Abzû foi lançada como um álbum digital em 2 de agosto de 2016 na Bandcamp e iTunes. Uma edição física estreou em 2 de outubro pela Varèse Sarabande. Críticos foram muito positivos sobre o álbum. A trilha venceu em 2017 os prêmios de Melhor Música, Melhor Álbum de Trilha Sonora Original e Melhor Canção Vocal Original – Coral entregues pela Game Audio Network Guild. A música também foi indicada ao BAFTA Game Awards e ao Hollywood Music in Media Awards. Wintory venceu o prêmio de Melhor Trilha Sonora Original para um Jogo Eletrônico ou Mídia Interativa na International Film Music Critics Association por Abzû, sua segunda vitória consecutiva. Os críticos do jogo também deram elogios unânimes à música, comparando-a positivamente com Journey.

## Recepção
A versão para Microsoft Windows de Abzû foi o nono jogo mais comprado na Steam durante sua semana de estreia. Ele foi o décimo oitavo título mais vendido na PlayStation Store no mês de agosto de 2016, sendo o terceiro jogo novo mais vendido no mesmo período atrás de Batman: The Telltale Series e No Man's Sky. As versões de Microsoft Windows, PlayStation 4 e Xbox One possuem notas médias de 83, 78 e 83 no Metacritic baseadas em 19, 72 e 6 resenhas, respectivamente. Abzû foi indicado ao prêmio de Melhor Direção de Arte no The Game Awards; Melhor Jogo Original, Melhor Projeto Visual e Jogo PlayStation do Ano no Golden Joystick Awards; e também na categoria de Realização Artística no BAFTA Game Awards.
Martin Gaston da Eurogamer afirmou que Abzû era "um jogo mecanicamente simples, porém um prazeroso"; ele gostou da simplicidade da jogabilidade, mesmo achando as seções iniciais eram estéreis e algumas vezes possuíam movimentos de câmera ruins. Scott Butterworth da GameSpot sentiu que faltava maior variedade na jogabilidade, mas elogiou as qualidades imersivas do título. Justin McElroy da Polygon achou que a jogabilidade era geralmente agradável, porém era minada pela falta de interação. Zack Furniss da Destructoid escreveu que o ato de nadar era fácil e prazeroso apesar dos controles simples, achando que a experiência se beneficiava de sua curta duração. Matthew Kato da Game Informer sentiu que a falta de interatividade foi equilibrada pelo enorme espetáculo dos ambientes e da vida marinha nadando junto do jogador. Jose Otero da IGN gostou das recompensas pela exploração apesar da quantidade mínima de mecânicas de jogabilidade, enquanto James Davenport da PC Gamer gostou tanto da exploração quanto da habilidade de meditar e observar o ambiente ao redor. Tom Orry da VideoGamer.com falou positivamente da jogabilidade, entretanto desgostou da falta de ambientes interconectados homogeneamente. David Roberts da GamesRadar achou que o maior ponto positivo de Abzû era sua simplicidade quando comparada a outros títulos no mercado.
Os visuais e os ambientes foram geralmente elogiados por seu estilo artístico e beleza, com muitos críticos citando os gráficos como uma das maiores qualidades do título; Butterworth chegou a comparar os gráficos positivamente com aqueles de cel shading vistos em The Legend of Zelda: The Wind Waker, com Otero elogiando a consistência da contagem de quadros e dizendo que a direção artística de Abzû era "fantástica", enquanto Orry elogiou o estilo artístico e gráficos apesar de achar que os modelos simplistas faziam o jogo parecer "visualmente básico". A recepção da história foi geralmente positiva, com muitos escrevendo que era uma experiência emotiva e comentando que sua narrativa era deixada aberta para interpretações: Kato chegou a comparar os temas com o filme 2001: A Space Odyssey. Alguns críticos foram menos positivos: Furniss achou que a história de Abzû não era grandiosa quanto seus desenvolvedores haviam insinuado, enquanto Davenport sentiu que era muito familiar a ponto de ser clichê. Vários críticos comparavam favoravelmente o estilo artístico e experiência de jogabilidade com Journey e os trabalhos anteriores da Thatgamecompany. Roberts particularmente salientou que alguns jogadores talvez achassem o jogo muito similar a Journey.